# Lauren Holly
Lauren Michael Holly (Bristol, Pensilvânia, 28 de outubro de 1963) é uma atriz americana-canadense. Ela é conhecida por seus papéis como xerife Maxine Stewart na série de TV Picket Fences, como Mary Swanson no filme Dumb & Dumber de 1994 e, como Jenny Shepard na série de TV NCIS. Ela foi casada com o ator de comédia Jim Carrey entre 1996-1997.

## Vida pessoal
Holly nasceu em Bristol, Pensilvânia. A mãe dela, Michael Ann Holly, é uma historiadora de arte e Diretora do Programa de Pesquisa e acadêmico da Sterling e Francine Clark Art Institute, e ex-professora da Hobart and William Smith Colleges. Seu pai, Grant Holly, é um roteirista e professor de literatura em Hobart and William Smith Colleges. Ela tem dois irmãos mais novos: Nick e Alexander Innes Holly (1978-1992). Holly foi criada em Geneva, Nova York, e é uma pós-graduada de 1981 da Geneva High School, onde ela era uma líder de torcida. Em 1985, Holly ganhou uma licenciatura em Inglês da Sarah Lawrence College, em Nova York.
Holly, que agora vive principalmente no Canadá com o marido e seus três filhos, tornou-se uma cidadã canadense, em 2008.
Em 1992, Holly, seu pai Grant, e suas famílias, criaram o Fundo 'A' em Hobart and William Smith Colleges em memória de seu irmão, Alexander Holly, a quem Holly disse que "foi um menino cheio de sonhos, esperanças e planos. Embora ele tinha apenas quatorze anos quando ele morreu, ele tinha viajado extensivamente na Europa e na América Central, viveu em Nova York e Los Angeles, e essas experiências produziu nele um fascínio pela arquitetura e arqueologia".

## Carreira
Sua carreira começou aos 20 anos de idade, quando ela apareceu em Hill Street Blues como Carla Walicki em dois episódios. Aos 23 anos, Holly se juntou ao elenco da soap opera da ABC All My Children como Julie Rand Chandler (1986–1989). Ela retratou o personagem de quadrinhos Betty na televisão de Archie: To Riverdale and Back Again em 1990.
Ela apareceu como Mary Swanson, o interesse amoroso de Lloyd Christmas em 1994 com Jim Carrey na comédia Dumb & Dumber. Ela fez Linda Lee Cadwell, a esposa do artista marcial e ator Bruce Lee, em 1993 no Dragon: The Bruce Lee Story; uma médica no remake Sabrina de 1995 de Sydney Pollack; a Tenente Emily Lake na comédia de 1996 Down Periscope com Kelsey Grammer. Ela estrelou o filme Any Given Sunday (1999) juntamente com Jamie Foxx e Dennis Quaid. Ela apareceu no vídeo da música de Dixie Chicks' da canção "Goodbye Earl" (2000), juntamente com Jane Krakowski, Dennis Franz, Adrian Pasdar, Michael DeLuise e Evan Bernard. Holly estrelou como xerife Maxine Stewart de uma pequena cidade em Picket Fences de David E. Kelley (1992–1996). Ela era um membro do elenco de NCIS como a Diretora Jenny Shepard de 2005–2008, se reunir com seus ex- Chicago Hope co-estrelas Mark Harmon e Rocky Carroll.

## Filmografia

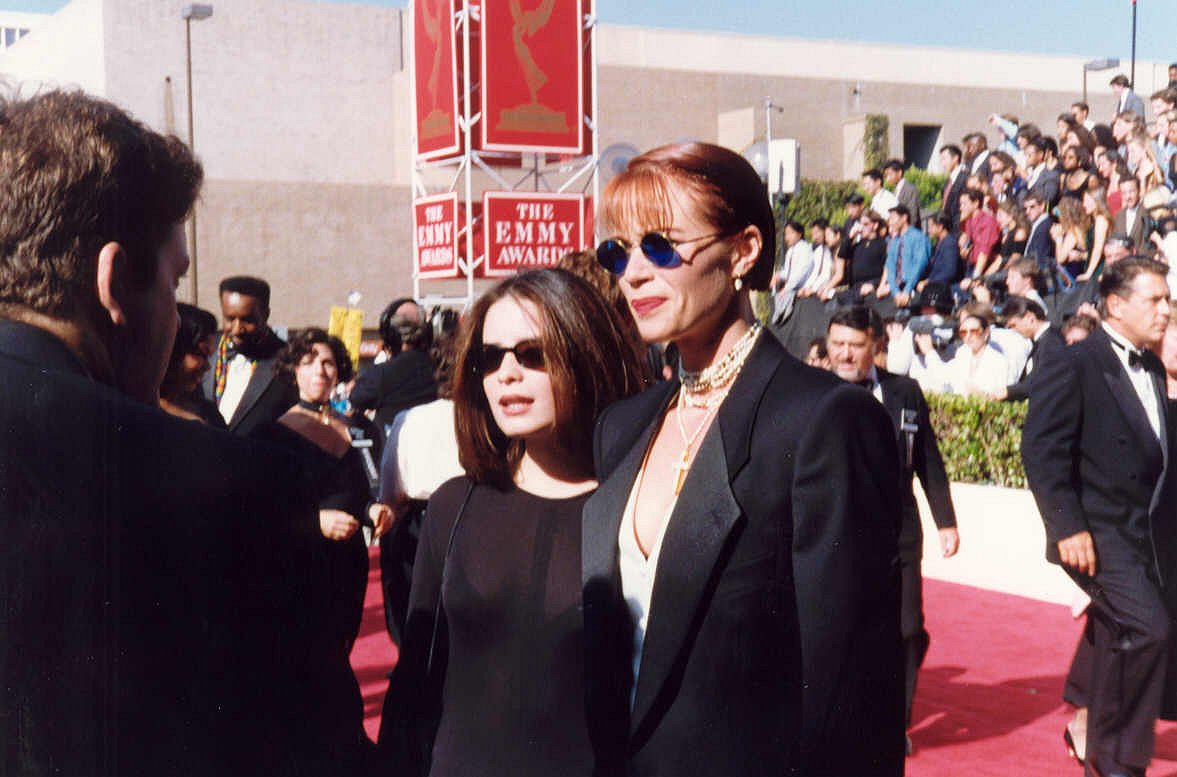
Lauren Holly (direita) com Holly Marie Combs (esquerda) no Emmy Awards de 1993

### Filme
| Ano  | Título                                    | Papel                       | Notas |
| ---- | ----------------------------------------- | --------------------------- | --- |
| 1985 | Love Lives On                             | Tracy                       | Filme para a televisão                                                                                           |
| 1985 | Seven Minutes in Heaven                   | Lisa                        | |
| 1986 | Band of the Hand                          | Nikki                       | |
| 1990 | Archie: To Riverdale and Back Again       | Betty Cooper                | Filme para a televisão                                                                                           |
| 1990 | The Adventures of Ford Fairlane           | Jazz                        | |
| 1992 | Fugitive Among Us                         | Suzie Bryant                | Filme para a televisão                                                                                           |
| 1992 | Live Wire                                 | Suzie Bryant                | Não creditada |
| 1993 | Dragon: The Bruce Lee Story               | Linda Lee                   | |
| 1994 | Dangerous Heart                           | Carol                       | Filme para a televisão                                                                                           |
| 1994 | Dumb and Dumber                           | Mary Swanson                | MTV Movie Award de Melhor Beijo (com Jim Carrey)                                                                 |
| 1995 | Sabrina                                   | Elizabeth Tyson             | |
| 1996 | Beautiful Girls                           | Darian Smalls               | |
| 1996 | Down Periscope                            | Tenente Emily Lake          | |
| 1997 | Turbulence                                | Teri Halloran               | Nomeada—Framboesa de Ouro de pior atriz                                                                          |
| 1997 | A Smile Like Yours                        | Jennifer Robertson          | Nomeada—Framboesa de Ouro de pior atriz                                                                          |
| 1998 | No Looking Back                           | Claudia                     | |
| 1998 | Vig                                       | Marybeth                    | Television movie                                                                                                 |
| 1999 | Entropy                                   | Claire                      | |
| 1999 | Any Given Sunday                          | Cindy Rooney                | |
| 2000 | The Last Producer                         | Frances Chadway             | |
| 2000 | What Women Want                           | Gigi                        | |
| 2001 | Spirited Away                             | Mãe de Chihiro              | Voz |
| 2001 | Destiny                                   | Desconhecido                | Filme para a televisão                                                                                           |
| 2001 | Jackie, Ethel, Joan: The Women of Camelot | Ethel Kennedy               | Filme para a televisão Nomeada—Satellite Award de melhor atriz coadjuvante em uma série, minissérie ou telefilme |
| 2002 | Changing Hearts                           | Amber Connors               | |
| 2002 | King of Texas                             | Mrs. Rebecca Lear Highsmith | Filme para a televisão                                                                                           |
| 2002 | Living with the Dead                      | James's Wife                | Filme para a televisão                                                                                           |
| 2002 | Pavement                                  | Buckley Clarke              | |
| 2002 | Santa, Jr.                                | Susan Flynn                 | Filme para a televisão                                                                                           |
| 2004 | In Enemy Hands                            | Sra. Rachel Travers         | |
| 2004 | Just Desserts                             | Grace Carpenter             | Filme para a televisão                                                                                           |
| 2004 | Caught in the Act                         | Jodie Colter                | Filme para a televisão                                                                                           |
| 2005 | The Chumscrubber                          | Boutique Owner              | |
| 2005 | Bounty Hunters                            | Tess                        | Television movie                                                                                                 |
| 2005 | Down and Derby                            | Kim Davis                   | |
| 2005 | The Godfather of Green Bay                | Molly Mahoney               | |
| 2006 | Fatwa                                     | Maggie Davidson             | |
| 2006 | The Pleasure Drivers                      | Daphne Widesecker           | |
| 2006 | Raising Flagg                             | Rachel Purdy                | |
| 2009 | The Least Among You                       | Kate Allison                | |
| 2009 | Crank: High Voltage                       | Psychiatrist                | Uncredited |
| 2009 | The Perfect Age of Rock 'n' Roll          | Liza Genson                 | |
| 2009 | Before You Say 'I Do'                     | Mary Brown                  | Television movie                                                                                                 |
| 2009 | Too Late to Say Goodbye                   | Heather                     | Filme para a televisão                                                                                           |
| 2010 | You're So Cupid!                          | Audrey Valentine            | |
| 2010 | The Final Storm                           | Gillian Grady               | |
| 2010 | Chasing 3000                              | Marilyn                     | |
| 2010 | The Town Christmas Forgot                 | Annie Benson                | Television movie                                                                                                 |
| 2010 | Call Me Mrs. Miracle                      | Lindy Lowe                  | Television movie                                                                                                 |
| 2011 | Scream of the Banshee                     | Prof. Isla Whelan           | Television movie                                                                                                 |
| 2012 | Masque                                    | Grace                       | Short film |
| 2012 | Layover                                   | Suzanne Hollingsworth       | Television movie                                                                                                 |
| 2013 | Abducted                                  | Suzanne Hollingsworth       | |
| 2013 | Field of Lost Shoes                       |                             | Filmando |
| 2014 | The Town That Came A-Courtin'             | Abby Houston                | |

### Television
| Year           | Title                             | Role                           | Notes |
| -------------- | --------------------------------- | ------------------------------ | --- |
| 1984           | Hill Street Blues                 | Carla Walicki                  | 2 episódios |
| 1986           | Spenser: For Hire                 | Emily Brown                    | Episódio: "Home Is the Hero" |
| 1986–1989      | All My Children                   | Julie Chandler                 | Episódios desconhecidos |
| 1990           | My Two Dads                       | Allison Novack                 | 2 episódios |
| 1991           | The Antagonists                   | Kate Ward                      | Episódio: "Con Safos" |
| 1992–1996      | Picket Fences                     | Maxine Stewart                 | 87 episódios Viewers for Quality Television Award for Best Supporting Actress in a Quality Drama Series Nominated—Screen Actors Guild Award for Outstanding Performance by an Ensemble in a Drama Series (1995-96) |
| 1999           | Fantasy Island                    | Heather Finn                   | Episódio: "The Real Thing" |
| 1999–2000      | Chicago Hope                      | Dr. Jeremy Hanlon              | 22 episódios |
| 2001           | Becker                            | Laura                          | Episódio: "The Buddy System" |
| 2002           | Providence                        | Darla Rosario                  | Episódio: "The Heart of the Matter" |
| 2003           | CSI: Miami                        | Hayley Wilson                  | Episódio: "Grand Prix" |
| 2005–2008/2012 | NCIS                              | Diretora da NCIS Jenny Shepard | 66 episódio (2005-2008) 1 episódio (2012) |
| 2009           | Leverage                          | Ms. Tobey Earnshaw             | Episódio: "The Juror #6 Job" |
| 2010           | Covert Affairs                    | Madeline Jarvis                | Episódio: "Houses of the Holy" |
| 2010           | Flashpoint                        | Jill Hastings                  | Episódio: "Acceptable Risk" |
| 2010–2012      | The Adventures of Chuck & Friends | Haulie                         | 14 episódios |
| 2011           | Rookie Blue                       | Superintendente Elaine Peck    | Episódio: "In Plain View" |
| 2012           | Lost Girl                         | Sadie                          | Episódio: "Midnight Lamp" |
| 2012           | Alphas                            | Senator Charlotte Burton       | 3 epsódios |
| 2013–present   | Motive                            | Dra. Betty Rogers              | 14 epsódios |

## Videoclipes
- Dixie Chicks - "Goodbye Earl" (2000)